# Шхер
Шхерите (на шведски: skär – скала) са скалисти острови, разделени от тесни протоци и заливи, разположени в близост до морски и езерни брегове в области, заети в миналото от плейстоценски континентален ледник. Най-разпространени са около бреговете на Колския полуостров, Финландия, Швеция, Норвегия, Канада и др. Островите са изградени от кристалинни скали със следи от ледникова обработка (скални гърбици) или моренни образувания (дръмлини, ози, моренни хълмове). Размерите на шхерите са обикновено до няколко км², височината до няколко метра, а броят им в отделни райони и езера достига до стотици.